# Heyneke Meyer
Pas d'image ? Cliquez ici

Dernière mise à jour le 12 novembre 2019.
Heyneke Meyer, né le 6 octobre 1967 à Nelspruit, est un entraîneur sud-africain de rugby à XV. Il entraîne les Blue Bulls entre 2002 et 2007 menant cette équipe à la victoire à quatre reprises en Currie Cup. Il est également vainqueur du Super 14 avec les Bulls en 2007. Il signe en juin 2008 dans le club des Leicester Tigers.
Il est le sélectionneur de l'équipe d'Afrique du Sud de janvier 2012 à décembre 2015.

## Parcours d'entraîneur
Il fait des études de psychologie sportive à l'Université de Pretoria, puis il commence à entraîner des petits clubs. Il rejoint les Eagles comme entraîneur adjoint en 1997. L'année suivante, il est l'entraîneur principal de l'équipe qu'il mène à la septième place de la Currie Cup avant d'atteindre les demi-finales la saison suivante.
En 2000, il rejoint les Northern Bulls.
En 2002, c'est l'entraîneur principal des Blue Bulls, il remporte quatre trophées de la Currie Cup, il est même le premier entraîneur d'une équipe sud-africaine à remporter le Super 14 avec les Bulls en 2007.
Heyneke Meyer signe l'été 2008 au club anglais des Leicester Tigers pour remplacer Marcelo Loffreda.
En 2018, il devient directeur sportif du Stade français Paris. Le 12 novembre 2019, le club est dernier du championnat après 9 journées. Il présente alors sa démission au président avec effet immédiat.

## Palmarès comme entraîneur

### Finales de Currie Cup
| Saison | Vainqueur                      | Score             | Finaliste           | Lieu de la finale                |
| ------ | ------------------------------ | ----------------- | ------------------- | -------------------------------- |
| 2002   | Blue Bulls                     | 31 - 7            | Golden Lions        | Ellis Park, Johannesburg         |
| 2003   | Blue Bulls                     | 40 - 19           | Natal Sharks        | Loftus Versfeld, Pretoria        |
| 2004   | Blue Bulls                     | 42 - 33           | Free State Cheetahs | Loftus Versfeld, Pretoria        |
| 2005   | Free State Cheetahs            | 29 - 25           | Blue Bulls          | Loftus Versfeld, Pretoria        |
| 2006   | Free State Cheetahs Blue Bulls | 28-28 (ap. prol.) |                     | Free State Stadium, Bloemfontein |

### Bilan avec lesSpringboks
| Année | Sélection      | Tournoi                | Poste         | Classement IRB à la fin de l'année | Tournoi | Coupe du Monde              |
| ----- | -------------- | ---------------------- | ------------- | ---------------------------------- | ------- | --------------------------- |
| 2012  | Afrique du Sud | The Rugby Championship | Sélectionneur | 2e                                 | 3e      | -                           |
| 2013  | Afrique du Sud | The Rugby Championship | Sélectionneur | 2e                                 | 2e      | -                           |
| 2014  | Afrique du Sud | The Rugby Championship | Sélectionneur | 2e                                 | 2e      | -                           |
| 2015  | Afrique du Sud | The Rugby Championship | Sélectionneur | 3e                                 | 4e      | Éliminé en demi-finale (3e) |

### Bilan avec le Stade français
| Saison      | Club                 | Division | Poste             | Classement | Coupe d'Europe | Challenge européen |
| ----------- | -------------------- | -------- | ----------------- | ---------- | -------------- | ------------------ |
| 2018 - 2019 | Stade français Paris | Top 14   | Directeur sportif | 8e         | -              | Éliminé en poules  |